# Eugenia matagalpensis
Eugenia matagalpensis là một loài thực vật có hoa trong Họ Đào kim nương. Loài này được P.E.Sánchez mô tả khoa học đầu tiên năm 1986.